# Mambahalli, Krishnarajpet
Mambahalli là một làng thuộc tehsil Krishnarajpet, huyện Mandya, bang Karnataka, Ấn Độ.